# Raoul Lesueur
Raoul Lesueur (El Havre, 29 de abril de 1912-Cannes, 19 de agosto de 1981) fue un deportista francés que compitió en ciclismo en la modalidad de pista. Ganó tres medallas en el Campeonato Mundial de Ciclismo en Pista entre los años 1947 y 1950.

## Medallero internacional
| Campeonato Mundial | Campeonato Mundial     | Campeonato Mundial | Campeonato Mundial |
| Año                | Lugar                  | Medalla            | Competición        |
| ------------------ | ---------------------- | ------------------ | ------------------ |
| 1947               | París (Francia)        | Medalla de oro     | Medio fondo (P)    |
| 1949               | Copenhague (Dinamarca) | Medalla de bronce  | Medio fondo (P)    |
| 1950               | Rocourt (Bélgica)      | Medalla de oro     | Medio fondo (P)    |

## Palmarés
- 1934
  - Vencedor de una etapa de la Niza-Tolón
  - Vencedor de una etapa de la Niza-Annot-Niza
- 1935
  - 1.º en la Génova-Niza
  - Vencedor de una etapa en la París-Niza
- 1937
  - 1.º en la Génova-Niza
  - 1.º en la París-Caen
- 1943
  - 1.º en el Critérium de los Ases
- 1947
  - Campeón del mundo de medio fondo
- 1949
  - Campeón de Francia de medio fondo 
  - Medalla de bronce al Campeonato del mundo de medio fondo
- 1950
  - Campeón del mundo de medio fondo
- 1951
  - Campeón de Europa de medio fondo